# Sholem Aleijem

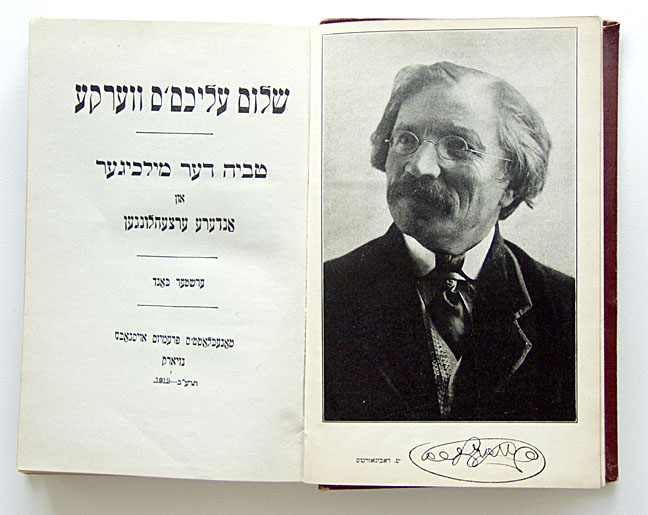
Volumen de la obra literaria de Sholem Aleijem en idish, incluyendo el retrato y firma de su autor.

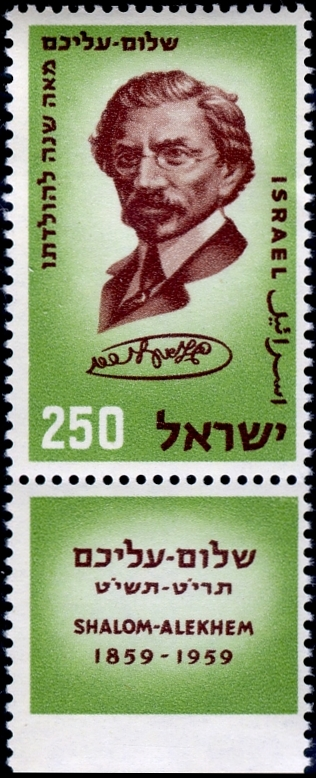
Estampilla israelí de 1959, dedicada a Shalom Aleijem y conmemorando el centenario de su nacimiento.

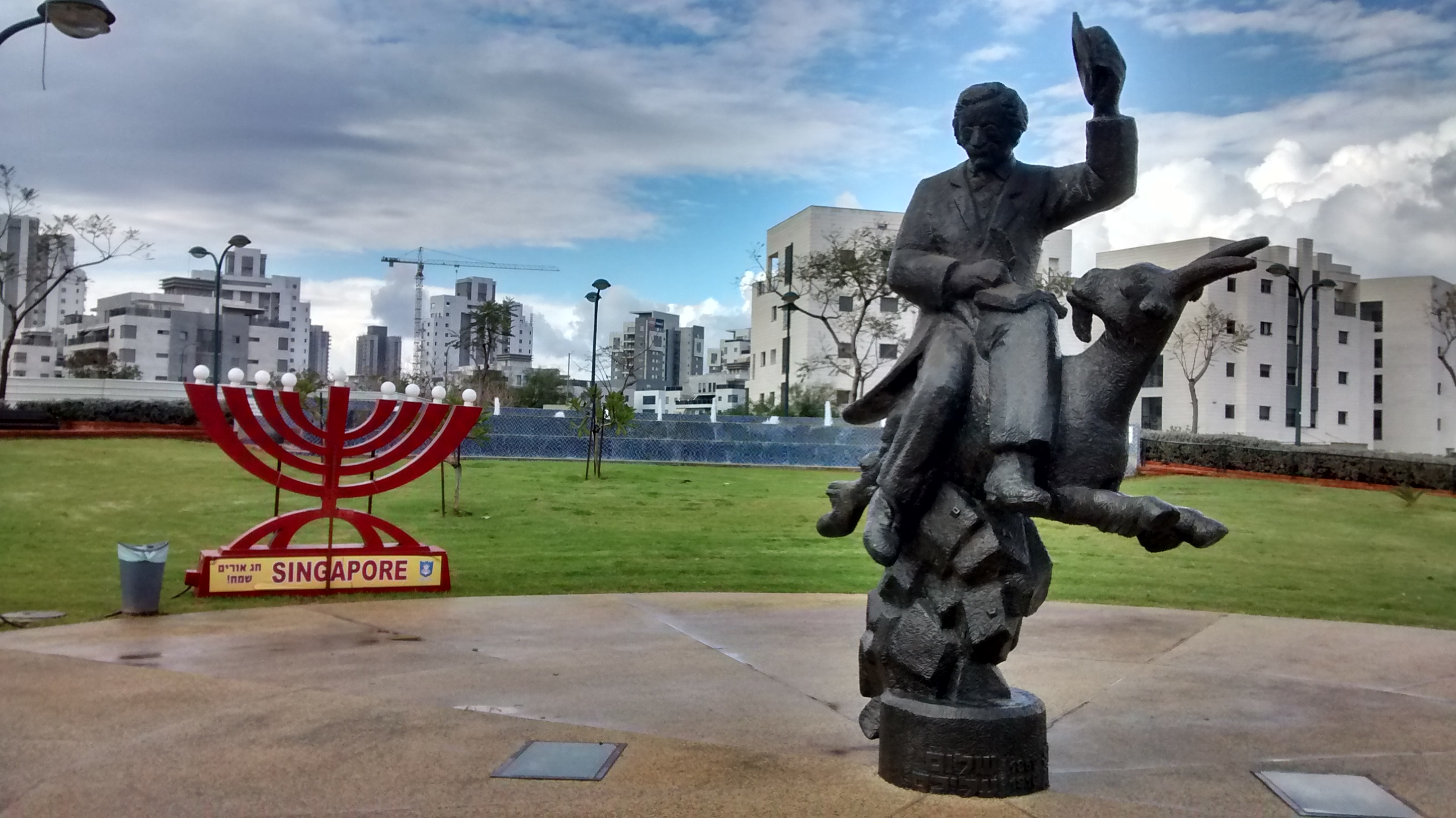
Escultura de Shalom Aleijem en Netanya, Israel

Sholem Aleijem (nacido Sholem Yakov Nojúmovich Rabinóvich, Rabinovitsh o  Rabinowitz, Pereyáslav, Ucrania, Imperio ruso, 2 de marzo de 1859-Nueva York, Estados Unidos, 13 de mayo de 1916) fue un popular humorista y escritor judío-ruso de literatura en yidis, incluyendo novelas, cuentos, y obras de teatro. Promovió a varios escritores en yiddish, y fue el primero en escribir historias infantiles en yidis.
Sus obras han sido ampliamente traducidas. El musical El violinista en el tejado (1964), basado en las historias de Sholem Aleijem sobre el personaje de Tevye el lechero, fue la primera obra de teatro comercialmente exitosa que trató sobre la vida de un trabajador judío de la Europa del Este.

## Vida y carrera
Su madre murió cuando él tenía trece años. Su primer escrito fue el listado alfabético de los epítetos usados por su madrastra. A la edad de quince años, inspirado en Robinson Crusoe, compuso su propia versión judía de la famosa novela y decidió dedicarse de lleno a la escritura. Adoptó el pseudónimo Shalom Aleijem, derivado del saludo que significa «la paz esté con vosotros».
Después de terminar la escuela en Pereiaslav en 1876, con excelentes calificaciones, dejó su hogar en busca de trabajo. Durante tres años enseñó a la hija de un adinerado comerciante, Olga Loev, quien se convirtió en su esposa el 12 de mayo de 1883. Tuvieron seis hijos, incluidos el pintor Norman Raeben y la escritora en yídis Lyalya (Lili) Kaufman. La hija de Lyalya, Bel Kaufman, es una escritora estadounidense, autora del libro Up the Down Staircase.
En un principio, escribió en ruso y hebreo. A partir de 1883, produjo más de cuarenta volúmenes en yiddish, hasta convertirse en la principal figura de la literatura yiddish en 1890. La mayor parte de los escritores judíos rusos escribían en hebreo, el idioma de la liturgia, que era usado exclusivamente por los judíos instruidos. Sholem Aleijem escribió en yiddish, una lengua oral algunas veces mal llamada «jerga».
Además de su prodigiosa producción de literatura yiddish, también utilizó su fortuna personal para apoyar a escritores en esta lengua. Entre 1888 y 1889, publicó dos ediciones de un almanaque, Die Yiddishe Folksbibliotek ("La Biblioteca Popular Yiddish"), que le dio una importante exposición a muchos jóvenes escritores yiddish. En 1890 perdió toda su fortuna en una especulación de la bolsa de valores, y no pudo hacerse cargo de la tercera edición del almanaque, la que ya se había editado pero no se siguió imprimiendo. En los años siguientes, mientras continuaba escribiendo en yiddish, también escribió en ruso para un periódico en Odesa y para Vosjod, la publicación rusa judía más importante de la época, y en hebreo para Hamelitz y para la antología editada por Y.H. Ravnitzky. Fue durante esta época cuando Aleijem contrajo tuberculosis.
Después de 1891, vivió en Odesa y luego en Kiev. En 1905 emigró con su familia hacia el sur de Rusia. Originalmente, Aleijem vivió en Nueva York, mientras el resto de su familia quedó en Ginebra, Suiza. Sin embargo, pronto descubrió que su sueldo era muy limitado para mantener dos hogares, y volvió a Ginebra. A pesar de su gran popularidad, muchos de sus trabajos nunca le generaron muchas ganancias, y se vio obligado a hacer una exhaustiva gira para poder ganar suficiente dinero para ayudar a su familia y mantenerse. En julio de 1908, mientras estaba en una gira de lectura en Rusia, se desmayó en el tren camino a Baranowicz. Le diagonsticaron una recaída de tuberculosis hemorrágica aguda y pasó dos meses convaleciente en el hospital de la ciudad. Posteriormente se refería al accidente como «una cita con su majestad, el Ángel de la Muerte, cara a cara», y fue el hecho fundamental que desencadenó la escritura de su autobiografía Funm Yarid. Durante su recuperación, no pudo acudir a la Primera Conferencia del Idioma yiddish, que tuvo lugar en Czernovitz; su colega y activista idish Nathan Birnbaum asistió en su reemplazo. Aleichem pasó los siguientes cuatro años viviendo semi-inválido; solo en ocasiones mejoraba lo suficiente como para volver a una rutina normal de escritura. Durante ese período, la familia sobrevivió gracias a importantes donaciones de amigos y de admiradores de Aleijem.
En 1914 la mayor parte de la familia de Aleijem emigró a los Estados Unidos y se asentó en Nueva York. El hijo de Aleijem, Misha, enfermó de tuberculosis al mismo tiempo que las leyes estadounidenses le negaron la entrada. Misha permaneció en Suiza con su hermana Emma y murió en 1915, suceso que dejó a Aleijem profundamente deprimido. Shalom Aleijem murió en Nueva York en 1916, a los 57 años, mientras todavía trabajaba en su última novela, Mottel the Cantor's son, y fue enterrado en el cementerio de Brooklyn. Para la época, su funeral fue uno de los más grandes en la historia de Nueva York: se estima que acudieron 100 000 personas. Al día siguiente, su testamento fue publicado en el New York Times y fue leído en el pleno del Congreso de los Estados Unidos. El testamento contenía instrucciones detalladas para su familia y amigos; a ambos les pedía ser enterrado inmediatamente, así como también ser conmemorado y recordado en su yahrzeit anual. Les dijo a su familia y amigos: «Lean mi testamento, y elijan uno de mis cuentos, uno de los mejores, y recítenlo en el idioma que les resulte más comprensible [...] Que mi nombre sea nombrado con una sonrisa, o que no sea recordado».
En 1997 se edificó un monumento dedicado a Sholem Aleijem en Kiev; y posteriormente en Moscú en 2001.

## Creencias y activismo
Shalom Aleijem fue un apasionado del yiddish como idioma nacional que, en su opinión, debía tener el mismo estatus que los demás idiomas europeos modernos. No se detuvo en lo que él llamó "yiddishismo" y se abocó a la causa del sionismo, presente en muchas de sus obras. En 1888, se convirtió en miembro de Hovevei Sion. En 1907, trabajó como delegado estadounidense para el Octavo Congreso Sionista, que tuvo lugar en La Haya.

## Legado

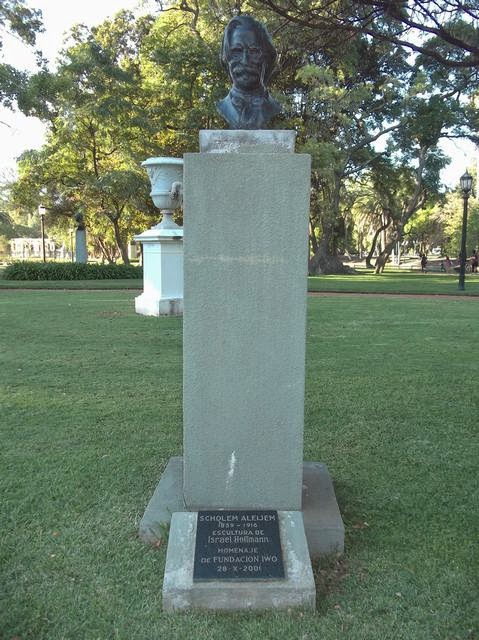
Monumento a Shalom Aleijem el Rosedal de Palermo en la Ciudad Autónoma de Buenos Aires

A Shalom Aleijem se lo ha llamado "el Mark Twain judío", debido a que su estilo era similar, y que ambos escribieron bajo un seudónimo. Ambos autores escribieron para adultos y niños, y dieron clases por toda Europa y los Estados Unidos. Cuando Twain supo que a Aleijem lo llamaban "el Mark Twain judío", pidió que le dijeran que  él se consideraba "el Shalom Aleijem estadounidense".

## Una corta cita para ilustrar el estilo de Shalom Aleijem
Pinhas Pincus es un poco más pequeño que la altura normal, con un ojo más pequeño y otro más grande; el ojo más pequeño pide y busca aprobación del más grande. Cuando habla, pareciera que los ojos se hablaran el uno al otro; el más pequeño pide aprobación al más grande; y el más grande le da su aprobación para cada plan o decisión. Cuando vinieron por primera vez a Núremberg, no había límites para sus sufrimientos; tuvo que pasar hambre, miserias e insultos personales de sus hermanos alemanes. En Núremberg era protegido de las masacres, pero no fue protegido de la hambruna.
—De Una Pascua Temprana

## Citas
Un soltero es un hombre que viene a trabajar cada mañana desde una dirección diferente.
El chisme es el teléfono de la naturaleza.
La vida es un sueño para el sabio, un juego para el tonto, una comedia para el rico, una tragedia para el pobre.
No importa cuán mal vayan las cosas, tienes que seguir viviendo, aún si eso te mata.
El rico se infla de orgullo, el pobre de hambre.

## Obras

### Colecciones en inglés
- Lo mejor de Shalom Aleijem, traducido por I. Wisse, R. Howe (originalmente publicado en 1979), Walker and Co., 1991, ISBN 0-8027-2645-3.
- Tevye el suplementero y las historias del riel, traducido por H. Halkin (originalmente publicado en 1987), Shocken Books, 1996, ISBN 0-8052-1069-5.
- Diecinueve a una docena: monólogos y pedacitos de Bobs de otras cosas, traducción por Ted Gorelick, Syracuse Univ Press, 1998, ISBN 0-8156-0477-7.
- Un tesoro de los cuentos para niños de Shalom Aleijem , traducción por Aliza Shevrin, Jason Aronson, 1996, ISBN 1-56821-926-1.
- Dentro de Kasrilovka, tres cuentos, traducido por I. Goldstick, Shocken Books, 1948 (reimpreso varias veces)
- El viejo país, traducido por Julius & Frances Butwin, J B H of Peconic, 1999, ISBN 1-929068-21-2.
- Cuentos y sátiras, traducción por Curt Leviant, Sholom Aleichem Family Publications, 1999, ISBN 1-929068-20-4.

### Autobiografía
- Funem Yarid, escrito entre 1914 y 1916, traducida como The Great Fair por Tamara Kahana, Noonday Press, 1955; traducción por Curt Leviant as From the Fair, Viking, 1986, ISBN 0-14-008830-X.

### Novelas
- Stempenyu, originalmente publicada en su Folksbibliotek, adaptada en 1905 para la obra Hijas Judías.
- Yossele Solovey (1889, publicado en su Folksbibliotek)
- Las hijas de Tevya, traducción de F. Butwin (originalmente publicada en 1949), Crown, 1959, ISBN 0-517-50710-2.
- Mottel el hijo del Cantor Originalmente escrita en yiddish. Versión en inglés: Henry Schuman, Inc. New York 1953

#### Literatura para el joven adulto
- Menahem-Mendl, traducido como Las aventuras de Menahem-Mendl, traducción de Tamara Kahana, Sholom Aleichem Family Publications, 1969, ISBN 1-929068-02-6.
- Motl peysi dem khazns, traducida como Las aventuras de Mottel, el hijo del Cantor, traducido por Tamara Kahana, Sholom Aleichem Family Publications, 1999, ISBN 1-929068-00-X. También se conoce como [[Mottel el hijo del Cantor]] (Henry Schuman, Inc. New York 1953)
- El sastre embrujado, Sholom Aleichem Family Publications, 1999, ISBN 1-929068-19-0.

### Obras de teatro
- El Doctor (1887), comedia en un solo acto
- Der Get (El Divorcio, 1888), comedia en un solo acto
- Die Asifa (La Asamblea, 1889), comedia en un solo acto
- Yaknez (1894), una sátira sobre corredores de bolsa y especuladores
- Tsezeht Un Tseshpreht (Dispersados lejos y de par en par, 1903), comedia
- Agenten (Agentes, 1905), comedia en un solo acto
- Yiedishe Tekhter (Las hijas judías, 1905) drama, adaptación de su novela Stempenyu
- Die Goldgreber (El Golddiggers, 1907), comedia
- Shver Tsu Zein a Yied (Es difícil ser judío, 1914)
- Dos Groisse Gevins (La gran lotería / El Jackpot, 1916)
- Tevye der Milkhiger, (Tevye el lechero, 1917, actuada póstumamente)

### Ensayos
- Oyf vos badarfn Yidn a land (¿Por qué los judíos necesitan una tierra para ellos?), traducido por Joseph Leftwich y Mordecai S. Chertoff, Cornwall Books, 1984, ISBN 0-8453-4774-8

### Misceláneos
- Niños judíos, traducido por Hannah Berman, William Morrow & Co, 1987, ISBN 0-688-84120-1* numerosas historias en ruso, publicadas en Voshkod (1891-1892)

## Adaptaciones cimematográficas
- Películas basadas en sus obras